# Guarea corticosa
Guarea corticosa är en tvåhjärtbladig växtart som beskrevs av Al.Rodr.. Guarea corticosa ingår i släktet Guarea och familjen Meliaceae. Inga underarter finns listade i Catalogue of Life.